# Bracon bicellularis
Bracon bicellularis är en stekelart som beskrevs av Julius Theodor Christian Ratzeburg 1852. Bracon bicellularis ingår i släktet Bracon och familjen bracksteklar. Inga underarter finns listade.